# XX Comitato centrale del Partito Comunista Cinese

Emblema del Partito Comunista Cinese

Il XX Comitato centrale del Partito Comunista Cinese è stato eletto dal XX Congresso nazionale del Partito Comunista Cinese nell'ottobre 2022 e resterà in carica cinque anni, sino al successivo Congresso nazionale previsto nel 2027.
Il Comitato è composto da membri titolari e da membri supplenti. Solo i membri titolari hanno diritto di voto. Se un membro titolare viene rimosso dal Comitato centrale, il posto vacante viene occupato da un membro supplente al successivo plenum del Comitato: il membro supplente che ha ricevuto il maggior numero di voti di conferma è il primo in ordine di precedenza.
Per essere eletti nel Comitato centrale bisogna essere iscritti al Partito Comunista Cinese da almeno cinque anni.

## Comitato centrale
Il XX Comitato centrale del Partito Comunista Cinese è composto da 205 membri titolari (solo 10 donne, 197 di etnia Han) e da 171 membri supplenti.
Le sessioni plenarie (o plenum) del Comitato centrale, convocate dall'Ufficio politico del Comitato centrale, si tengono almeno una volta all'anno (art. 22 della Costituzione del Partito Comunista Cinese).

### Sessioni plenarie
Il primo plenum del Comitato centrale si è tenuto il 23 ottobre 2022, nel quale sono stati eletti:
- i 24 membri dell'Ufficio politico del Comitato centrale (per la prima volta dal 1997 non sono state elette donne),[6]
- i 7 membri del Comitato permanente dell'Ufficio politico del Comitato centrale,
- il Segretario generale del Comitato centrale,
- i 7 membri della Segreteria del Comitato centrale,
- i 7 componenti della Commissione militare centrale del Partito Comunista Cinese,
- i 28 componenti della Commissione centrale per l'ispezione disciplinare del Partito Comunista Cinese.

Il secondo plenum del Comitato centrale si è tenuto il 26-28 febbraio 2023.
Nelle sessioni Xi Jinping ha consegnato un rapporto del Politburo del Comitato centrale ed è stato deliberato e adottato il "piano di riforma istituzionale del partito e dello Stato" da presentare alla prima sessione della 14ª Assemblea nazionale del popolo, oltre ai candidati a dirigere le istituzioni statali. Inoltre sono stati proposti i candidati a dirigere il 14º Comitato nazionale della Conferenza politica consultiva del popolo cinese.

### XX Ufficio politico del Comitato centrale
| Foto | Nome                   | Carica | (*) | Note   |
| ---- | ---------------------- | --- | --- | ------ |
|      | Xi Jinping (习近平)    | Segretario generale del Comitato centrale Presidente della Commissione militare centrale Presidente della Commiscione per la sicurezza nazionale Presidente della Commissione centrale per l'approfondimento completo delle riforme Capo del Gruppo dirigente centrale per gli affari di Taiwan Capo della Commissione centrale per gli affari economici e finanziari Capo del Gruppo dirigente centrale per la sicurezza delle reti e la tecnologia dell'informazione | 1   |        |
|      | Li Qiang (李强)        | Direttore del Comitato centrale per l'organizzazione istituzionale Vice direttore della Commissione centrale per l'approfondimento completo delle riforme Vice direttore della Commissione centrale per gli affari economici e finanziari Vice direttore della Commissione centrale per la sicurezza e l'informatizzazione delle reti Vice direttore della Commissione centrale per gli affari esteri Direttore del Gruppo dirigente centrale per il cambiamento climatico e la riduzione delle emissioni Primo ministro del Consiglio di Stato della Repubblica Popolare Cinese | 2   |        |
|      | Zhao Leji (赵乐际)     | Presidente del Comitato permanente dell'Assemblea nazionale del popolo | 3   |        |
|      | Wang Huning (王沪宁)   | Presidente del Comitato nazionale della Conferenza politica consultiva del popolo cinese | 4   |        |
|      | Cai Qi (蔡奇)          | Primo segretario della Segreteria del Comitato centrale Direttore dell'Ufficio generale del Comitato centrale Direttore dell'Ufficio del Segretario generale del Comitato centrale | 5   |        |
|      | Ding Xuexiang (丁薛祥) | Direttore dell'Ufficio generale del Partito comunista cinese | 6   | [ 8 ]  |
|      | Li Xi (李希)           | Segretario della Commissione centrale per l'ispezione disciplinare | 7   | [ 9 ]  |
|      | Chen Jining (陈吉宁)   | Segretario del Partito comunista di Shanghai |     | [ 10 ] |
|      | Chen Min'er (陈敏尔)   | Segretario del Partito comunista di Tientsin |     | [ 11 ] |
|      | Chen Wenqing (陈文清)  | Segretario della Commissione centrale per gli affari politici e giuridici |     |        |
|      | He Lifeng (何立峰)     | Direttore della Commissione centrale per gli affari economici e finanziari |     | [ 12 ] |
|      | He Weidong (何卫东)    | Secondo vice presidente della Commissione militare centrale |     | [ 13 ] |
|      | Huang Kunming (黄坤明) | Segretario del Partito comunista del Guangdong |     | [ 14 ] |
|      | Li Ganjie (李干杰)     | Direttore del Dipartimento organizzazione del Comitato centrale |     | [ 15 ] |
|      | Li Hongzhong (李鸿忠)  | Primo vice presidente del Comitato permanente dell'Assemblea nazionale del popolo |     | [ 16 ] |
|      | Li Shulei (李书磊)     | Direttore del Dipartimento propaganda del Comitato centrale |     | [ 17 ] |
|      | Liu Guozhong (刘国中)  | 4º vice primo ministro del Consiglio di Stato |     | [ 18 ] |
|      | Ma Xingrui (马兴瑞})   | Segretario del Partito comunista dello Xinjiang |     | [ 19 ] |
|      | Shi Taifeng (石泰峰)   | Direttore del Dipartimento lavoro del Fronte unito Primo vice presidente del Comitato nazionale della Conferenza politica consultiva del popolo cinese |     | [ 20 ] |
|      | Wang Yi (王毅)         | Direttore dell'Ufficio della Commissione Centrale per gli affari esteri |     |        |
|      | Yin Li (尹力)          | Segretario del Partito comunista di Pechino |     | [ 21 ] |
|      | Yuan Jiajun (袁家军)   | Segretario del Partito comunista di Chongqing |     | [ 22 ] |
|      | Zhang Guoqing (张国清) | 3º vice primo ministro del Consiglio di Stato |     | [ 23 ] |
|      | Zhang Youxia (张又侠)  | Primo vice presidente della Commissione militare centrale |     | [ 24 ] |

(*) Comitato permanente dell'Ufficio politico del Comitato centrale

### Segreteria del Comitato centrale
Cai Qi (primo segretario), Shi Taifeng, Li Ganjie, Li Shulei, Chen Wenqing, Liu Jinguo, Wang Xiaohong.

### Commissione militare centrale
Xi Jinping (presidente), Zhang Youxia (vicepresidente), He Weidong (vicepresidente), Li Shangfu, Liu Zhenli, Miao Hua, Zhang Shengmin.

### Commissione centrale per l'ispezione disciplinare
- Segretario: Li Xi.
- Vicesegretari: Liu Jinguo, Zhang Shengmin, Xiao Pei, Yu Hongqiu (f.), Fu Kui, Sun Xinyang, Liu Xuexin, Zhang Fuhai.
- Membri del Comitato permanente: Wang Xiaoping (f.), Wang Aiwen, Wang Hongjin, Liu Jinguo, Liu Xuexin, Xu Luode, Sun Xinyang, Li Xi, Li Xinran (etnia Manciù), Xiao Pei, Zhang Shengmin, Zhang Fuhai, Chen Guoqiang, Zhao Shiyong, Hou Kai, Yin Bai (etnia Naxi), Yu Hongqiu (f.), Fu Kui, Mu Hongyu (f.).